# San Quintin, Pangasinan
San Quintin là một đô thị hạng 4 ở tỉnh Pangasinan, Philippines. Theo điều tra dân số năm 2007, đô thị này có dân số 30.556 người trong 5.667 hộ.

## Barangay
San Quintin được chia thành 22 barangay.
| - Alac - Baligayan - Bantog - Bolintaguen - Cabangaran - Cabalaoangan - Calomboyan - Carayacan - Casantamaria-an - Gonzalo - Labuan | - Lagasit - Lumayao - Mabini - Mantacdang - Nangapugan - San Pedro - Ungib - Poblacion Zone I - Poblacion Zone II - Poblacion Zone III |